# Championnat de Pologne de football 1992-1993
Navigation
Édition précédente Édition suivante
La saison 1992-1993 du championnat de Pologne est la soixante-cinquième saison de l'histoire de la compétition. Cette édition a été remportée par le Lech Poznań pour la deuxième fois consécutive, devant le Legia Varsovie.

## Les clubs participants
| Club                  | Ville      |
| --------------------- | ---------- |
| GKS Katowice          | Katowice   |
| Górnik Zabrze         | Zabrze     |
| Hutnik Cracovie       | Cracovie   |
| Jagiellonia Białystok | Białystok  |
| Lech Poznań           | Poznań     |
| Legia Varsovie        | Varsovie   |
| LKS Łódź              | Lódź       |
| Olimpia Poznań (pl)   | Poznań     |
| Pogoń Szczecin        | Szczecin   |
| Ruch Chorzów          | Chorzów    |
| Siarka Tarnobrzeg     | Tarnobrzeg |
| Sląsk Wrocław         | Wrocław    |
| Stal Mielec           | Mielec     |
| Szombierki Bytom      | Bytom      |
| Widzew Łódź           | Lódź       |
| Wisła Cracovie        | Cracovie   |
| Zagłębie Lubin        | Lubin      |
| Zawisza Bydgoszcz     | Bydgoszcz  |

## Compétition

### Classement
| Rang | Équipe                    | Pts | J  | G  | N  | P  | Bp | Bc | Diff |
| ---- | ------------------------- | --- | -- | -- | -- | -- | -- | -- | ---- |
| 1    | Lech Poznań (T)           | 47  | 34 | 17 | 13 | 4  | 70 | 29 | +41  |
| 2    | Legia Varsovie -2,        | 47  | 33 | 20 | 7  | 6  | 50 | 26 | +24  |
| 3    | ŁKS Łódź -2,              | 47  | 33 | 18 | 11 | 4  | 53 | 32 | +21  |
| 4    | Ruch Chorzów              | 44  | 34 | 19 | 6  | 9  | 52 | 27 | +25  |
| 5    | Widzew Łódź               | 43  | 34 | 16 | 11 | 7  | 60 | 42 | +18  |
| 6    | Stal Mielec               | 39  | 34 | 12 | 15 | 7  | 41 | 28 | +13  |
| 7    | Pogoń Szczecin (P)        | 39  | 34 | 15 | 9  | 10 | 35 | 33 | +2   |
| 8    | GKS Katowice (C)          | 37  | 34 | 13 | 11 | 10 | 52 | 36 | +16  |
| 9    | Górnik Zabrze             | 35  | 34 | 11 | 13 | 10 | 43 | 40 | +3   |
| 10   | Wisła Cracovie            | 34  | 33 | 12 | 10 | 11 | 49 | 37 | +12  |
| 11   | Siarka Tarnobrzeg (P)     | 31  | 34 | 11 | 9  | 14 | 39 | 42 | -3   |
| 12   | Zagłębie Lubin            | 30  | 34 | 10 | 10 | 14 | 48 | 41 | +7   |
| 13   | Zawisza Bydgoszcz         | 30  | 34 | 12 | 6  | 16 | 41 | 60 | -19  |
| 14   | Hutnik Cracovie           | 29  | 34 | 8  | 13 | 13 | 40 | 46 | -6   |
| 15   | Szombierki Bytom (P)      | 23  | 34 | 8  | 7  | 19 | 31 | 59 | -28  |
| 16   | Śląsk Wrocław             | 23  | 34 | 9  | 5  | 20 | 33 | 74 | -41  |
| 17   | Olimpia Poznań (pl)       | 21  | 33 | 7  | 7  | 19 | 27 | 49 | -22  |
| 18   | Jagiellonia Białystok (P) | 9   | 34 | 2  | 5  | 27 | 28 | 91 | -63  |

| Légende : Qualifications et relégations | Légende : Qualifications et relégations                                            |
| --------------------------------------- | ---------------------------------------------------------------------------------- |
|                                         | Ligue des champions de l'UEFA 1993-1994 (1er tour)                                 |
|                                         | Coupe d'Europe des vainqueurs de coupe 1993-1994 (1er tour)                        |
|                                         | Relégué en II Liga                                                                 |
|                                         | (T) : Tenant du titre (C) : Vainqueur de la Coupe de Pologne 1992-1993 (P) : Promu |

## Bilan de la saison
| Tableau d'Honneur |              |
| Compétition       | Vainqueur    |
| I Liga            | Lech Poznań  |
| Coupe de Pologne  | GKS Katowice |

| Promotions et relégations |                                                                          |
| Relégués en II Liga       | Szombierki Bytom Śląsk Wrocław Olimpia Poznań (pl) Jagiellonia Białystok |
| Promus de II Liga         | Warta Poznań Sokół Pniewy (pl) Polonia Varsovie Stal Stalowa Wola        |

| Qualifications européennes 1993-1994   |              |
| Ligue des Champions                    | Qualifié     |
| 1er tour                               | Lech Poznań  |
| Coupe d'Europe des vainqueurs de coupe | Qualifié     |
| 1er tour                               | GKS Katowice |
| Coupe UEFA                             | Qualifié     |
| 1er tour                               | Aucun        |

## Meilleurs buteurs
| # | Joueur                | Équipe         | Buts |
| - | --------------------- | -------------- | ---- |
| 1 | Jerzy Podbrożny       | Lech Poznań    | 25   |
| 2 | Marek Koniarek        | Widzew Łódź    | 23   |
| 3 | Maciej Śliwowski (pl) | Legia Varsovie | 22   |